# Deppea hintonii
Deppea hintonii là một loài thực vật có hoa trong họ Thiến thảo. Loài này được Bullock mô tả khoa học đầu tiên năm 1937.